# Lawrence Stenhouse
Lawrence Stenhouse é um educador inglês que defende um posicionamento investigativo por parte dos professores. Tem trabalhos publicados na área de formação de professores. Uma de suas máximas é a de que não pode haver desenvolvimento curricular sem desenvolvimento profissional de professores.
Frases de Lawrence Stenhouse: 
"O pesquisador da educação e o docente devem compartilhar a mesma linguagem" 
"Os professores que se destacam transformam o ensino na aventura da educação. Outros podem adestrar-nos" 